# Миннигулов, Виль Бахтиярович
Виль Бахтиярович Миннигулов — советский хозяйственный, государственный и политический деятель. Лауреат Государственной премии СССР (1990).  Член КПСС. Делегаты XXVI съезда КПСС. Почётный гражданин Дюртюли (1989).
Участник освоения ряда нефтяных месторождений, внедрения однотрубной системы сбора нефти и газа, новой формы обслуживания объектов нефтедобычи.

## Биография
Родился в 1940 году в селе Канлы-Туркеево.
С 1957 года — на хозяйственной, общественной и политической работе. В 1957—2000 гг. — механизатор совхоза имени А. Матросова Буздякского района, тракторист совхоза «Шуйский» в Казахской ССР, тракторист совхоза «Буздякский» Башкирской АССР, оператор НГДУ «Чекмагушнефть».
Избирался депутатом Верховного Совета Башкирской АССР 11-го созыва.

Живёт в Башкирии.

## Награды
Был в составе коллектива удостоен Государственной премии СССР за выдающиеся достижения в труде 1990 года.
Заслуженный нефтяник Башкирской АССР (1975), почётный нефтяник СССР (1979).
Награждён Ленина орденом (1981), Октябрьской Революции орденом (1986), Трудового Красного Знамени орденом (1975), медалями «За доблестный труд. В ознаменование 100‑летия со дня рождения В. И. Ленина» (1970), «Ветеран труда» (1984).